# Vandœuvre Nancy Volley-Ball 2019-2020
Questa voce raccoglie le informazioni riguardanti il Vandœuvre Nancy Volley-Ball nelle competizioni ufficiali della stagione 2019-2020.

## Organigramma societario
Area direttiva
- Presidente: Patrick Venturini

Area tecnica
- Allenatore: Radoslav Arsov
- Allenatore in seconda: Stefano Mascia

## Rosa
| N° | Nome                | Ruolo | Data di nascita   | Nazionalità sportiva |
| -- | ------------------- | ----- | ----------------- | -------------------- |
| 1  | Alevtina Nemtceva   | C     | 23 settembre 1989 | Russia               |
| 2  | Apolline Tritz      | L     | 2 marzo 2002      | Francia              |
| 3  | Manon Cabrol        | S     | 15 marzo 2001     | Francia              |
| 4  | Laura Florentiny    | C     | 20 maggio 2001    | Francia              |
| 5  | Caroline Villem     | S     | 11 settembre 2000 | Francia              |
| 6  | Karin Palgutová     | S     | 12 febbraio 1993  | Slovacchia           |
| 7  | Adeline Aubry       | P     | 16 dicembre 1998  | Francia              |
| 8  | Vedrana Jakšetić    | P     | 17 settembre 1996 | Croazia              |
| 9  | Anna Haak           | S     | 19 settembre 1996 | Svezia               |
| 10 | Taylor Mims         | O     | 15 agosto 1997    | Stati Uniti          |
| 11 | Camille Barbier     | O     | 11 gennaio 2002   | Francia              |
| 12 | Nina Herelová       | C     | 30 luglio 1993    | Slovacchia           |
| 13 | Patricia Rodríguez  | L     | 31 gennaio 1995   | Spagna               |
| 14 | Hélèna Baudu        | P     | 3 maggio 2003     | Francia              |
| 15 | Zoé Betz            | L     | 31 gennaio 2002   | Francia              |
| 16 | Grace Zenga         | C/O   | 24 giugno 2002    | Francia              |
| 17 | Rusena Slancheva    | S     | 23 agosto 1986    | Bulgaria             |
| 18 | Martenne Bettendorf | O     | 1º aprile 1994    | Stati Uniti          |
| 19 | Ajla Paradžik       | C     | 29 luglio 1994    | Bosnia ed Erzegovina |
| 20 | Nikol Duleva        | S     | 12 ottobre 2001   | Bulgaria             |

## Risultati

### Coppa di Francia

#### Fase a eliminazione diretta
| Ottavi di finale - 29 ottobre 2019 Gymnase Canada, Évreux        | Évreux    | 1 - 3 | Vandœuvre Nancy | 21-25, 25-20, 24-26, 16-25 |
| Quarti di finale - 12 novembre 2019 Palais des Victoires, Cannes | RC Cannes | 3 - 0 | Vandœuvre Nancy | 25-21, 25-20, 25-21        |